# Västervik–Visby

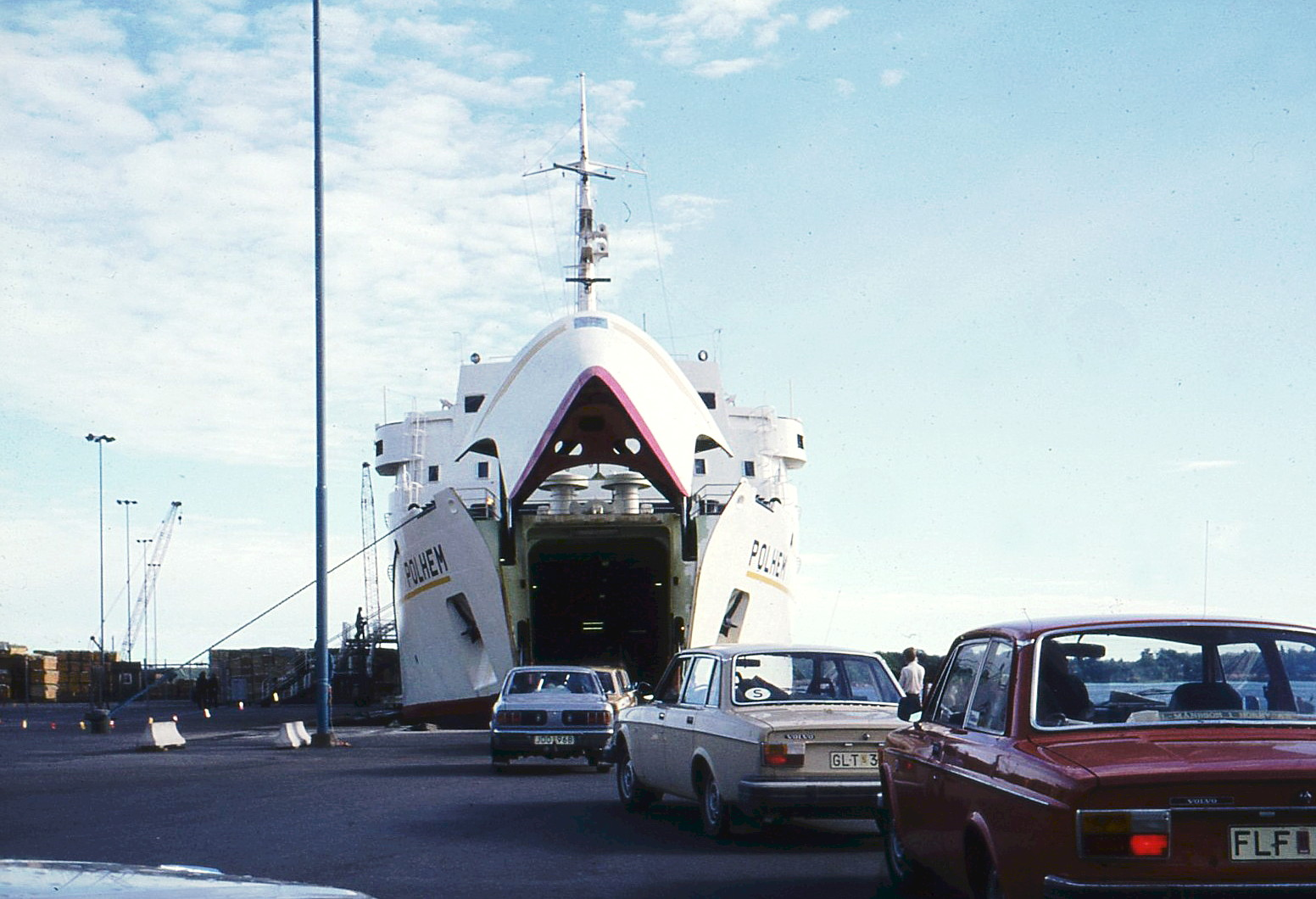
M/S Polhem i Västerviks hamn, juli 1978.

Västervik–Visby är en färjelinje som går från Västervik till Visby och omvänt. Jämfört med övriga färjelinjer mellan Gotland och fastlandet är linjen Västervik–Visby kortast till avståndet. Trots detta har Klintehamn varit gotlandshamnen istället för Visby under ett antal år. Sommaren 1968 gick en dubbeltur på Klintehamn, utförd av m/s Polhem, utöver en dito på Visby. Enbart Klintehamn trafikerades somrarna 1973-76. Då trafikerat av populära m/s Gotlandia. 1977 drogs linjen till Visby. Åren 1978-80 med två dubbelturer per dygn.
Trafiken pågick fram till 1988 mellan Visby hamn och Västerviks hamn (sedan 1963 huvudsakligen djuphamnen på ön Lucerna). 2016 återupptogs trafiken under sommaren mellan Västervik och Gotland av Gotlandsbåten AB. Och efter redan ett år tog Destination Gotland över trafiken. 2017 och 2018 trafikerades linjen av snabbfärjan HSC Gotlandia och 2019 av snabbfärjan HSC Gotlandia II. Trafiken skulle fortsätta under 2020 men Covid-19 satte stopp för planerna. Under sommaren 2021 återupptogs trafiken då coronapandemin lugnat sig av Destination Gotland med fartyget HSC Gotlandia II som har  plats för 780 passagerare.

## Historik
Färjetrafik har funnits mellan Västervik och Visby sedan 1829, då en hjulångare trafikerade linjen med nio timmars överfartstid. Just den trafiken pågick fram till sommaren 1832. Därefter har linjen trafikerats under ett antal olika perioder. Senast fanns reguljär trafik under perioden 1963 till 1988 i Gotlandsbolagets regi. Diskussioner fördes 2013 om ett återupprättande av förbindelsen, och i april 2016 öppnades färjelinjen igen.

### Fartyg genom tiderna (urval)
En mängd olika fartyg har trafikerat rutten Västervik–Visby. De första riktiga bilfärjorna på linjen var M/S Christofer Polhem och M/S Thjelvar 1963. Nedan är ett urval av fartyg som har trafikerat Västervik–Visby:

#### Ångfartyg
- S/S Ellida 1829-32
- S/S Daniel Thunberg 1836
- S/S Gottland 1836-40
- S/S Activ 1841-49
- S/S Motala 1852
- S/S Franzén 1858
- S/S Polhem 1858-71
- S/S Sofia 1871-91
- S/S Rurik 1891-92
- S/S Klintehamn 1891-1911
- S/S Polhem 1891-1911
- S/S Tjust 1911-17
- S/S Titania 1928-42
- S/S Irene 1928-42
- S/S Drotten 1958-62
- S/S Visby 1958-62

#### Motorfartyg
- M/S Zero (huvudsakligen fraktfartyg) 1958-63
- M/S Christofer Polhem 1963
- M/S Thjelvar 1963-64
- M/S Visby 1964-67, 1970
- M/S Polhem (tidigare Kraakerø) 1966, 1968
- M/S Ölänningen 1967 - 1972
- M/S Gotlandia 1973-76
- M/S Thjelvar (tidigare Gotland) 1977-80, 1982-86
- M/S Polhem (tidigare Scania) 1978-80
- M/S Drotten 1981
- M/S Gotland 1987
- M/S Vindile (katamaran, trafikerade hamnen vid Skeppsbron i Västervik) 1988
- HSC Express 2016
- HSC Gotlandia 2017-2018
- HSC Gotlandia II 2019, 2021-  (2020 pausad trafik pga coronapandemin)